# Cool Boarders
Cool Boarders — компьютерная игра в жанре симулятора, разработанная UEP Systems для PlayStation.
Игра включает три основные трассы (и две дополнительные, открываемые при выполнении определенных условий), на которых игрок стремится показать наилучшее время, набрать максимальное количество очков за выполнение трюков, а также получить наибольшую общую сумму баллов.

## Разработка и выпуск
Cool Boarders была впервые выпущена в Японии в августе 1996 года. В это время представители Sony Computer Entertainment заявили, что, хотя сноубординг ещё не был так популярен на Западе, как в Японии, они «серьёзно рассматривают возможность» локализации игры в Северной Америке.

## Оценки
| Сводный рейтинг    | Сводный рейтинг |
| Агрегатор          | Оценка          |
| ------------------ | --------------- |
| GameRankings       | 74 %            |
| Иноязычные издания |                 |
| Издание            | Оценка          |
| CVG                | [ 3 ]           |
| Edge               | 6/10            |
| EGM                | 7/10            |
| GamePro            | 4/5             |
| GameRevolution     | B+              |
| GameSpot           | 7,4/10          |
| IGN                | 7/10            |
| Jeuxvideo.com      | 13/20           |
| Next Generation    | [ 11 ]          |
| Video Games (DE)   | 60 %            |
| Hyper              | 78 %            |

Игра получила «смешанные» отзывы. Игра получила средний балл 74 % на GameRankings на основе 6 обзоров.
Обозреватели высоко оценили разнообразие досок, предлагающих различный игровой процесс, а также захватывающие ощущения от игры. В то же время, критике подверглось отсутствие режима для двух игроков и соперников, управляемых компьютером. Кроме того, рецензенты отметили нереалистичную физическую модель: персонаж может застревать между близко расположенными препятствиями, отскакивая от них, а столкновение с некоторыми объектами приводит к скольжению вверх по склону. Крэйг Куджава и Дин Хагер из Electronic Gaming Monthly посчитали, что, несмотря на достаточно увлекательный игровой процесс, Cool Boarders можно рекомендовать только поклонникам сноубординга и других экстремальных видов спорта.
Журнал GamePro отметил, что управление в игре позволяет точно маневрировать и с легкостью выполнять трюки. Несмотря на незначительные графические недостатки, анимация выполнена на хорошем уровне в популярном полигональном стиле. Издание Next Generation подытожило, что, «будучи первой игрой о сноубординге, созданной специально для PlayStation, Cool Boarders увлекательна и предлагает испытания, непохожие ни на что другое на этой игровой системе. Однако слишком много нелепых недочетов не позволяют ей стать по-настоящему успешной». Рецензент GameSpot счел разочаровывающими физическую модель и ограниченные возможности отклонения от курса. Как и Next Generation, он выразил надежду, что в продолжении будут исправлены проблемы.